# 상정대로
상정대로(Sangjeong-daero)는 경상남도 고성군 고성읍 신월리 신월 나들목과 사천시 사천읍 구암리 배춘삼거리를 잇는 경상남도의 도로이다. 도로의 명칭은 고성군 상리면과 사천시 정동면에서 한글자씩 따온 것이다.

## 연혁
- 2003년 11월 22일 : 고성우회도로 (고성군 고성읍 신월리 ~ 교사리) 구간 4.56km 확장 개통[1][2]
- 2003년 12월 31일 : 고성 ~ 자은간 도로(고성군 고성읍 교사리 ~ 상리면 무선리) 구간 8.47km 확장 개통[3] 및 기존 고성군 고성읍 이당리 1.02km 구간 폐지[4]
- 2004년 12월 28일 : 자은 ~ 상리간 도로(고성군 상리면 무선리 ~ 사천시 정동면 학촌리) 8.0km 구간 확장 개통[5], 기존 고성군 상리면 신촌리 270m 구간 폐지[6][7]
- 2005년 12월 27일 : 사천우회도로(사천시 정동면 풍정리 ~ 축동면 배춘리) 6.21km 구간 확장 개통[8], 기존 사천시 정동면 풍정리 ~ 사천읍 수석리 3.18km 구간 폐지[9]
- 2008년 12월 30일 : 상리 ~ 사천간 도로(사천시 정동면 학촌리 ~ 대곡리) 5.0km 구간 확장 개통[10], 기존 구간 폐지[11]
- 2009년 6월 9일 : 상리 ~ 사천간 도로(사천시 정동면 학촌리 ~ 풍정리) 5.8km 구간 확장 개통[12], 기존 5.68km 구간 폐지[13]
- 2009년 7월 2일 : 2개 이상 시·군에 걸쳐 있는 도로로 상정대로를 고시[14]

## 주요 경유지
경상남도
- 고성군 (고성읍 · 상리면) - 사천시 (정동면 · 사천읍)

## 노선
| 이름                  | 접속 노선                                    | 소재지                                                 | 소재지        | 비고                                                       |
| --------------------- | -------------------------------------------- | ------------------------------------------------------ | ------------- | ---------------------------------------------------------- |
| 신월 나들목           | 국도 제14호선 지방도 제1018호선 (남해안대로) | 고성군                                                 | 고성읍        | 국도 제33호선 구간                                         |
| 신월교 수남1교        |                                              | 고성군                                                 | 고성읍        | 국도 제33호선 구간                                         |
| 만림 나들목 (수남2교) | 남포로79번길                                 | 고성군                                                 | 고성읍        | 국도 제33호선 구간                                         |
| 교사1교 교사2교       |                                              | 고성군                                                 | 고성읍        | 국도 제33호선 구간                                         |
| (교사리)              | 송학고분로                                   | 고성군                                                 | 고성읍        | 국도 제33호선 구간                                         |
| (면전)                | 이당1길 이당2길                              | 고성군                                                 | 고성읍        | 국도 제33호선 구간                                         |
| (황불암)              | 이당4길                                      | 고성군                                                 | 고성읍        | 국도 제33호선 구간                                         |
| (우실)                | 이당5길 이당6길                              | 고성군                                                 | 고성읍        | 국도 제33호선 구간                                         |
| 이리교                |                                              | 고성군                                                 | 고성읍        | 국도 제33호선 구간                                         |
| (부포)                | 부포2길                                      | 고성군                                                 | 상리면        | 국도 제33호선 구간                                         |
| 부포사거리            | 지방도 제1016호선 (부포로) 장치로            | 고성군                                                 | 상리면        | 국도 제33호선 구간 지방도 제1016호선 구간                  |
| 상리교                |                                              | 고성군                                                 | 상리면        | 국도 제33호선 구간 지방도 제1016호선 구간                  |
| (무선리)              | 무선2길                                      | 고성군                                                 | 상리면        | 국도 제33호선 구간 지방도 제1016호선 구간                  |
| (구미)                | 망림1길 무선3길                              | 고성군                                                 | 상리면        | 국도 제33호선 구간 지방도 제1016호선 구간                  |
| 상동교                |                                              | 고성군                                                 | 상리면        | 국도 제33호선 구간 지방도 제1016호선 구간                  |
| (망림)                | 망봉로 무선5길                               | 고성군                                                 | 상리면        | 국도 제33호선 구간 지방도 제1016호선 구간                  |
| (가동)                | 오산1길                                      | 고성군                                                 | 상리면        | 국도 제33호선 구간 지방도 제1016호선 구간                  |
| (중촌)                | 오산2길                                      | 고성군                                                 | 상리면        | 국도 제33호선 구간 지방도 제1016호선 구간                  |
| 척정 교차로 (척정교)  | 지방도 제1016호선 (삼상로)                   | 고성군                                                 | 상리면        | 국도 제33호선 구간 지방도 제1016호선 구간                  |
| 상리 교차로           | 오산3길 척번정7길                            | 고성군                                                 | 상리면        | 국도 제33호선 구간                                         |
| 오산교                |                                              | 고성군                                                 | 상리면        | 국도 제33호선 구간                                         |
| (터골)                | 오산4길                                      | 고성군                                                 | 상리면        | 국도 제33호선 구간                                         |
| (비곡)                | 고봉1길                                      | 고성군                                                 | 상리면        | 국도 제33호선 구간                                         |
| 고봉 교차로           | 고봉로 신촌2길                               | 고성군                                                 | 상리면        | 국도 제33호선 구간                                         |
| 고봉교                |                                              | 고성군                                                 | 상리면        | 국도 제33호선 구간                                         |
| 사천시                | 정동면                                       |                                                        |               | 국도 제33호선 구간                                         |
| 사천시                | 정동면                                       | 소곡교                                                 | 객방길        | 국도 제33호선 구간                                         |
| 사천시                | 정동면                                       | 소곡삼거리                                             | 소곡길        | 국도 제33호선 구간                                         |
| 사천시                | 정동면                                       | 이동삼거리                                             | 쇠실길        | 국도 제33호선 구간                                         |
| 사천시                | 정동면                                       | 학촌 교차로                                            | 학촌길        | 국도 제33호선 구간                                         |
| 사천시                | 정동면                                       | (만마)                                                 | 만마2길       | 국도 제33호선 구간                                         |
| 사천시                | 정동면                                       | 감곡교                                                 |               | 국도 제33호선 구간                                         |
| 사천시                | 정동면                                       | (감곡입구)                                             | 감곡길        | 국도 제33호선 구간                                         |
| 사천시                | 정동면                                       | (대산)                                                 | 대산1길       | 국도 제33호선 구간                                         |
| 사천시                | 정동면                                       | 건점 교차로                                            | 건점1길       | 국도 제33호선 구간                                         |
| 사천시                | 정동면                                       | 정동 교차로                                            | 노천길        | 국도 제33호선 구간 사천 방면 진입 불가 고성 방면 진출 불가 |
| 사천시                | 정동면                                       | 대곡 교차로                                            |               | 국도 제33호선 구간                                         |
| 사천시                | 정동면                                       | 신기 교차로                                            | 수청길 장삼길 | 국도 제33호선 구간                                         |
| 사천시                | 정동면                                       | 풍정삼거리                                             | 옥산로        | 국도 제33호선 구간 풍정교 구간                             |
| 사천시                | 정동면                                       | 풍정사거리                                             | 옥산로 풍정길 | 국도 제33호선 구간 풍정교 구간                             |
| 사천시                | 정동면                                       | 풍정 교차로                                            | 옥산로        | 국도 제33호선 구간 사천 방면 진입 불가 고성 방면 진출 불가 |
| 사천시                | 정동면                                       | 여옥교                                                 |               | 국도 제33호선 구간                                         |
| 사천시                | 정동면                                       | 화암터널                                               |               | 국도 제33호선 구간 연장 505m                               |
| 사천시                | 정동면                                       | 화암교                                                 |               | 국도 제33호선 구간                                         |
| 사천시                | 방곡 교차로 (가리교) (방곡교)                | 국가지원지방도 제30호선 지방도 제1002호선 (구암두문로) | 사천읍        | 국도 제33호선 구간                                         |
| 사천시                | 구암 교차로 (배춘교)                         | 지방도 제1002호선 (두량로)                             | 사천읍        | 국도 제33호선 구간 사천 방면 진출 불가 고성 방면 진입 불가 |
| 사천시                | 배춘삼거리                                   | 국도 제3호선 국도 제33호선 (사천대로)                  | 사천읍        | 국도 제33호선 구간                                         |

## 주요 건물 및 시설
- 고성장례식장 (경상남도 고성군 고성읍 상정대로 390)
- 고성패밀리캠핑장 (구 상동초등학교, 경상남도 고성군 상리면 상정대로 1186)
- 정동면보건지소 (경상남도 사천시 정동면 상정대로 2540-35)
- 정동면행정복지센터 (경상남도 사천시 정동면 상정대로 2540-39)
- 사천정동우체국 (경상남도 사천시 정동면 상정대로 2540-51)
- 정동농협 (경상남도 사천시 정동면 상정대로 2540-52)